# Botanitcheskaïa (métro d'Iekaterinbourg)
Botanitcheskaïa (en russe : Ботаническая et en anglais : Botanicheskaya) est une station de la ligne 1 du métro d'Iekaterinbourg.
Mise en service en 2011, elle est desservie par les rames de la ligne 1.

## Situation sur le réseau

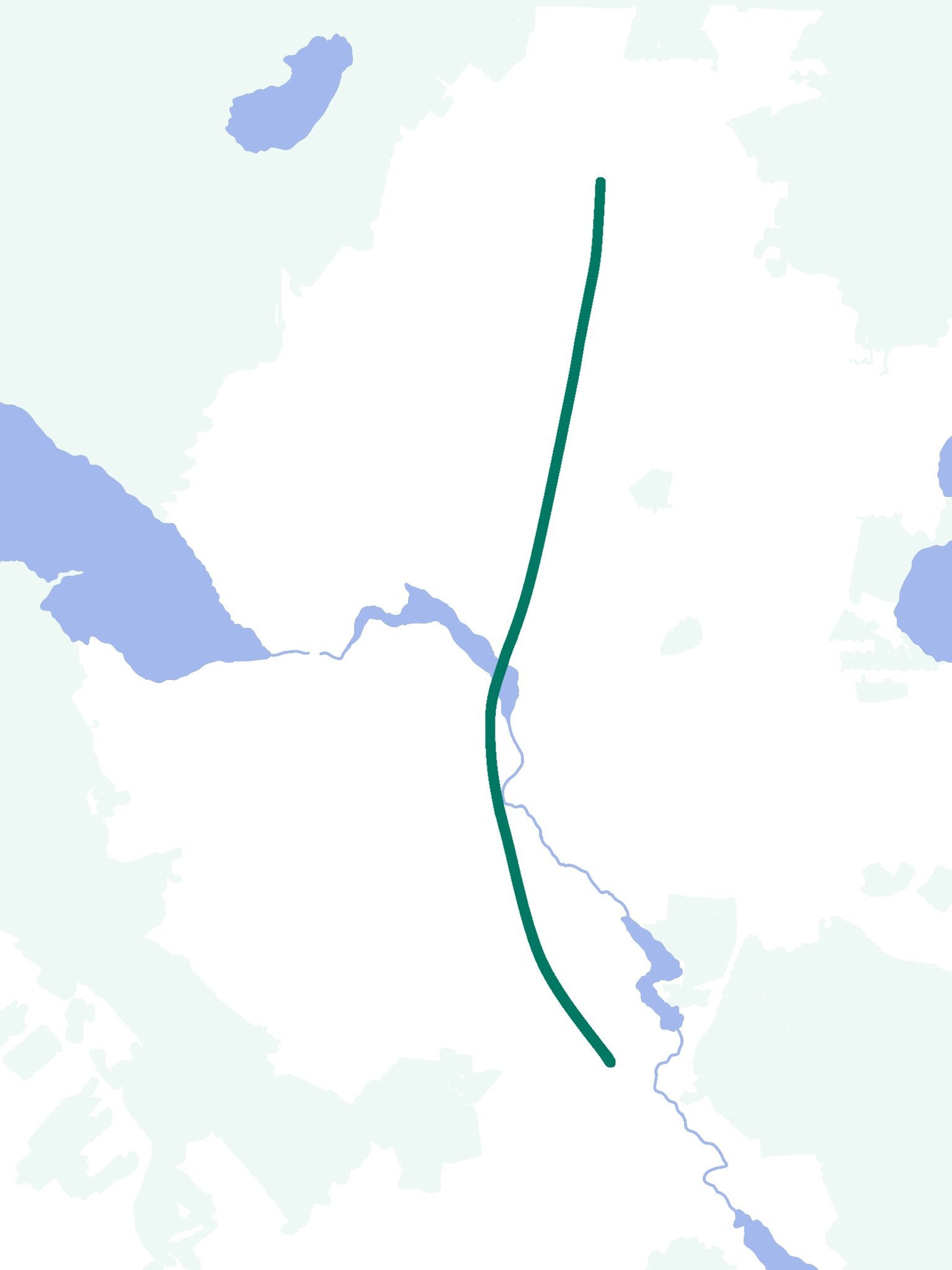
Plan du métro (2019).

Établie en souterrain, la station Botanitcheskaïa, est une station de passage de la ligne 1 du métro d'Iekaterinbourg. Elle est située entre la station Tchkalovskaïa, en direction du terminus nord Prospekt Kosmonavtov.
Elle dispose d'un quai central encadré par les deux voies de la ligne.

## Histoire
La station Botanitcheskaïa est mise en service le 28 novembre 2011. La station est due aux architectes S. Ziganchine.

## Services aux voyageurs

### Desserte
Botanitcheskaïa est desservie par les rames de la ligne 1.